# Ács Mihály (nyomdászati szakíró)
Ács Mihály (Pest, 1841. december 8. – Budapest, 1896. június 19.) nyomdász, korrektor és nyomdászati szakíró.

## Élete
1857-ben Pest már mint betűszedő működött. Ezután Bécsbe ment és a hírneves Holzhausen-féle egyetemi nyomdában nyert alkalmazást, előbb mint nyomdász, majd később 1865-ben már mint a magyar nyelvű nyomtatványok korrektora. Éveken át betegeskedvén, kénytelen volt végképp megválni a szedőszekrénytől, s 1868-ban a Heckenast-féle, a későbbi Franklin Társulat részvénynyomdájánál mint korrektor működött. A fővárosi nyomdász-egyletben 1868-tól 1886-ig, eleinte mint könyvtárnok, később mint alelnök, arra törekedett, hogy a nyomdászsegédek művelődésükben a német szellem helyett a nemzeti irányt kövessék. Fáradhatatlan munkása volt a magyar nyomdászatnak és szakirodalmának, részt vett a Typographia című szaklap megalapításában, annak munkatársa és 1871. április 10-től 1872. április 20-ig szerkesztője lett. Állandó munkatársa volt az 1884-85-ben a nyomdászok magyarosítása céljából alapított Nyomdászok Közlönyének, melynek 1884. július 16-tól 1885. július 1-ig szerkesztője volt. Ugyancsak ő szerkesztette a nyomdászok Társasköre majd Szakköre által kiadott évkönyvnek 1887-91-ik évi folyamait, s számos alaposan írt dolgozata jelent meg a Magyar Nyomdászatban. Ács Mihály főleg a nyomdászat történelmi ágát művelte az irodalomban; emellett tevékenyen részt vett a nyomdászok társadalmi mozgalmaiban, nemzeti művelődésükben.
Többnyire a nyomdászatra vonatkozó történeti és társadalmi cikkeket és szakbirálatokat írt az említett szaklapokba. A Magyar Nyomdászok Évkönyvét, melynek 1883-ban dolgozó társa volt, szerkesztette 1887-90-re.
Jegye: (á) a Typographiában (1869-82.).

## Műve
- Prohászka József életrajza (Magy. Nyomdászat, 1896).